# Roberto Donetta

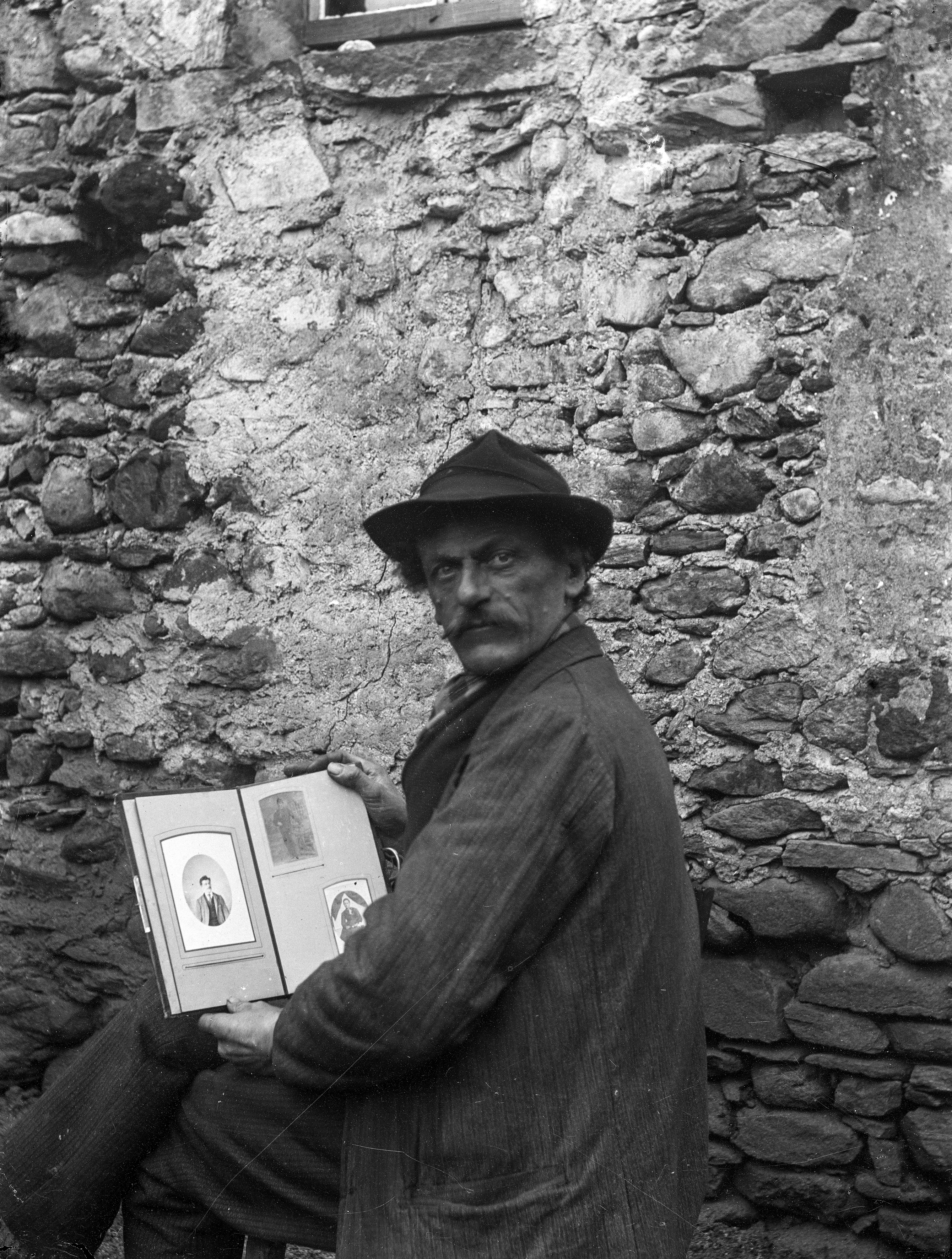
Selbstporträt (ohne Jahr)

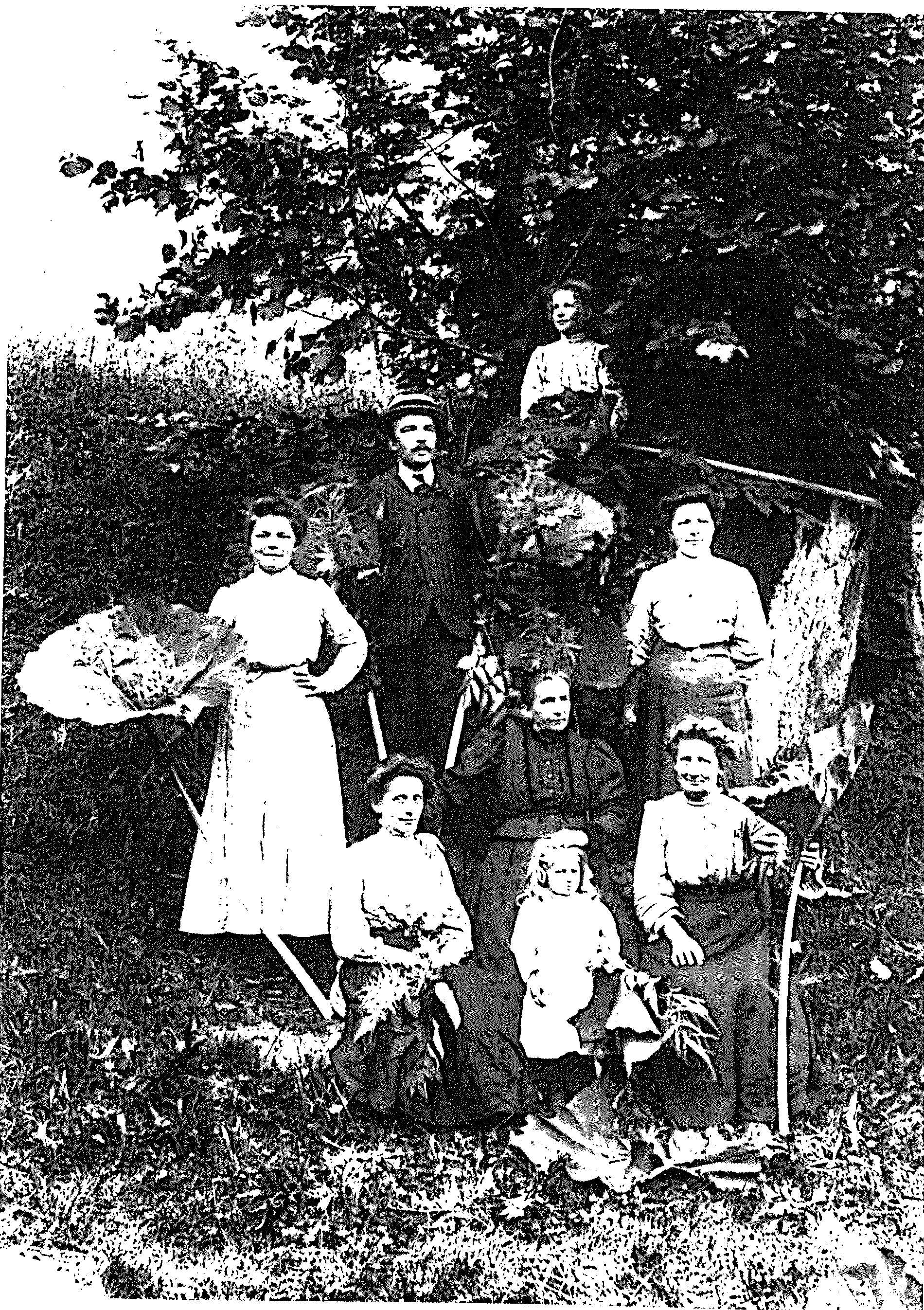
Familie Rachele Bozzini (ohne Jahr)

Roberto Donetta (geboren 6. Juni 1865 in Corzoneso; in seiner Wohnung tot aufgefunden am 6. September 1932 ebenda) war ein Schweizer Wandernder Fotograf.

## Leben
Roberto Donetta stammte aus kleinen Verhältnissen. Er war das jüngste von vier Kindern des Carlo und der Maria Donetta und wuchs im Bleniotal auf. Die Eltern arbeiteten im Handel und hatten 1847 in Mailand geheiratet. Vermutlich gegen Ende der 1870er-Jahre übersiedelte Roberto Donetta ins heimatliche Castro, wo der Vater bei der Schweizer Armee eine Anstellung als Beamter fand. Mit ihren winzigen Parzellen gaben viele Talbewohner die Landwirtschaft zunehmend auf. Die Auswanderung, zunächst saisonal, zunehmend aber auch für immer und mit Zielen in Übersee, bestimmte das Leben der Menschen.
1886 heiratete er Teodolinda (Linda) Tinetti aus Biasca, mit der er zwischen 1887 und 1900 sieben Kinder hatte, von denen eines im Säuglingsalter starb. Ab dieser Zeit begann er, seine Gedanken in Form von Notizen festzuhalten. Ab 1889 arbeitete Donetta für drei Jahre während der Wintermonate als Marroniverkäufer in Asti in Norditalien. Für kurze Zeit war er in Castro als Militärbeamter und Gemeindesekretär tätig. Diese Anstellung beim Militär ab 1892 hatte er bei dessen Tod 1891 von seinem Vater geerbt. 1892 starb auch seine Mutter. Im selben Jahr eröffnete er einen Lebensmittelladen in Corzoneso, den er aber nur ein halbes Jahr betrieb. Als Wanderarbeiter ging er 1894 für 15 Monate nach London. Danach war er Hausierer von Gemüse- und Blumensamen mit Wohnung in der Casa Rotonda in Casserio. Ab 1900 widmete er sich, angeleitet vom Bildhauer Diongini Sorgesa, auch der Fotografie und war als Wanderfotograf im Bleniotal tätig. Sorgesa hatte ihm seinen Fotoapparat gegen Leihgebühr überlassen, bevor er nach Südfrankreich ausgewandert war. Erste datierte Bilder fertigte Donetta damit ab 1904.
1912 verliess ihn seine Frau mit den Kindern, um in der Kantonshauptstadt Bellinzona ein weniger armes Leben zu suchen. Für seine Fotografie hatte sie angesichts der finanziellen Not der Familie nur wenig Verständnis. Bei Donetta verblieb lediglich sein jüngster Sohn Saulle. Jedoch hielt Donetta weiterhin Briefkontakt zu ihnen, auch als seine Familie mehrheitlich in die Westschweiz und anschliessend nach Frankreich, an den Nordfuss der Pyrenäen, auswanderte. In der Schweiz verblieben nur seine beiden Töchter Brigida und Giuseppina.
Donetta besass kein eigenes Atelier, sondern zog mit einer Plattenkamera durchs Tal, fotografierte das alltägliche Leben, Familien, Arbeiten, Hochzeiten und Beerdigungen, oder die Arbeiterinnen der Schokoladenfabrik Cima-Norma, und fertigte Ansichtspostkarten. Für seine Aufnahmen benutzte er Glasplatten in den Formaten 9 × 12, 13 × 18 sowie 18 × 24. Ab 1927 wurden immerhin einige seiner Aufnahmen in der französischsprachigen Zeitschrift L’illustré veröffentlicht. Donetta galt als Sonderling und wurde als Vagabondo bezeichnet. Er starb in grosser Armut in der Casa Rotonda, einem einfachen Rundbau in Casserio.
Nach seinem Tod wurde seine Fotoausrüstung konfisziert und versteigert, mit dem Erlös wurden seine Steuerschulden bezahlt. Mitte der 1980er-Jahre wurden 5000 belichtete Glasplatten sowie 600 Originalabzüge, in teilweise schlechtem Zustand, im Dachstuhl des Pfarrhauses und des Gemeindehauses entdeckt. Die Casa Rotonda Donetta beherbergt seit 2003 das Archivio Donetta.

## Ausstellungen
- Museo d’arte della Svizzera italiana (MASI), Lugano, 1993 und 2015
- Fotomuseum Winterthur, 2016
- Fondation Vincent van Gogh, Arles, 2020
- Sulle tracce di Roberto Donetta. Un sentiero di fotografie, Ausstellung im öffentlichen Raum, Acquarossa, Dongio, Corzoneso, 2021

## Literarische Rezeption
Roberto Donetta ist die Zentralfigur von Beat Hüppins Roman Donetta, der Lichtmaler.

### Ausstellungskataloge (Auswahl)
- Museo Cantonale d’Arte, Lugano: Marco Franciolli, Antonio Mariotti: Roberto Donetta. Pioniere della fotografia nel Ticino di inizio secolo. Edizioni Charta, Milano 1993, ISBN 978-88-86158-20-6.
- Fotostiftung Schweiz: Roberto Donetta – Fotograf und Samenhändler aus dem Bleniotal. Hrsg.: Gian Franco Ragno, Peter Pfrunder, Ausstellung Winterthur 2016. Limmat Verlag, Zürich 2016, ISBN 978-3-85791-807-0.